# Madhya Pradesh
Madhya Pradesh (MP) (/ˈmɑːdjə prəˈdɛʃ/, ⓘ, nghĩa là "Tỉnh Trung bộ") là một tiểu bang ở miền trung Ấn Độ. Thủ phủ của bang là Bhopal, và các thành phố lớn là Jabalpur, Gwalior, và Indore. Có biệt danh "trái tim Ấn Độ" do vị trí địa lý, Madhya Pradesh là bang lớn thứ nhì Ấn Độ về diện tích. Với hơn 75 triệu dân, đây là bang đông dân thứ năm đất nước. Nó giáp với bang Uttar Pradesh về phía đông bắc, Chhattisgarh về phía đông nam, Maharashtra về phía nam, Gujarat về phía tây và Rajasthan về phía tây bắc. Tổng diện tích bang là 308.252 km². Trước năm 2000, khi Chhattisgarh vẫn còn là một phần Madhya Pradesh, Madhya Pradesh là tiểu bang lớn nhất Ấn Độ và quãng đường giữa hai điểm xa nhau nhất trong bang (Singoli với Konta) lên đến 1500 km.
Khu vực mà ngày nay là Madhya Pradesh từng là lãnh địa của mahajanapada Avanti, thủ phủ khi đó Ujjain (còn gọi là Avantika) phát triển như một thành phố lớn trong thời kỳ lần sóng đô thị hóa thứ hai của Ấn Độ vào thế kỷ 6 TCN. Sau đó, nơi đây được cai trị bởi nhiều triều đại lớn trong lịch sử Ấn Độ. Tới đầu thế kỷ 18, vùng này thuộc về nhiều vương quốc nhỏ để rồi đều bị đô hộ bởi người Anh và bị sáp nhập thành Các Tỉnh Trung bộ và Berar và Central India Agency. Sự khi Ấn Độ độc lập, Madhya Pradesh được lập nên, với Nagpur là thủ phủ: tiểu bang này bao gồm miền nam của Madhya Pradesh hiện nay và phần đông bắc của Maharashtra hiện nay. Năm 1956, bang này được tái tổ chức và được hợp nhất với Madhya Bharat, Vindhya Pradesh và Bhopal để tạo ra bang Madhya Pradesh mới, vùng Vidarbha được hợp nhất với bang Bombay khi đó. Đây là bang lớn nhất cho tới năm 2000, khi Chhattisgarh được tách riêng.
Trong những năm gần đây, tăng trưởng GDP của Madhya Pradesh luôn cao hơn trung bình quốc gia.
Giàu có về tài nguyên khoáng sản, Madhya Pradesh có trữ lượng kim cương và đồng lớn nhất Ấn Độ. Hơn 30% diện tích được rừng che phủ. Nền du lịch tại đây đã phát triển đáng kể, và Madhya Pradesh đã đứng đầu National Tourism Awards năm 2010–11.